# Postgaardi
Postgaardi mariagerensis är en encellig eukaryot i stammen Euglenozoa. Den har klassificerats i en klass kallad Symbiontida tillsammans med Calkinsia, och i en egen klass Postgaardea, men släktskapsförhållandena är osäkra. Både Postgaardi och Calkinsia lever i syrefattiga miljöer och är täckta med bakterier som lever på deras utsida.

## Arter
Den enda arten i släktet Postgaardi är P. mariagerensis.